# تاتیانا خالا
تاتیانا خاله (اوکراینی: Тетяна Валентинівна Хала؛ زادهٔ ۶ مهٔ ۱۹۸۷) ورزشکار ورزش شنا اهل اوکراین است.